# 安东·戈列尔金
安东·瓦季莫维奇·戈列尔金（羅馬化：Anton Vadimovich Gorelkin；1982年1月22日—）是俄罗斯政治人物，第七届和第八届国家杜马的代表。
2000年代初，戈列尔金在克麦罗沃地区担任塔斯社记者和通讯员。2011年，他开始在克麦罗沃州政府工作，担任副州长。2016年，他成为第七届国家杜马代表。2021年9月，他再次当选第八届国家杜马议员。

## 制裁
戈列尔金于2022年因俄乌战争而受到英国政府制裁。